# Уипснейдский зоопарк
Уи́пснейдский зоопарк Зоологического общества Лондона (англ. ZSL Whipsnade Zoo) — зоопарк в черте гражданского прихода Уипснейд в 4 км к юго-западу от города Данстейбл в церемониальном графстве Бедфордшир на востоке центральной части Англии. Филиал Лондонского зоопарка. Основан в 1931 году. Первоначально носил название Зоопарк Уипснейд (англ. Whipsnade Park Zoo; обычно сокращалось до Whipsnade Zoo или Whipsnade). В 1988 году переименован в Парк диких животных Уипснейд (англ. Whipsnade Wild Animal Park). С марта 2007 года носит нынешнее название.

## Описание
Парк занимает 600 акров (2,4 кв. км).
Благодаря размерам парка, посетители могут осуществлять в нём пешие прогулки, пользоваться автобусным сообщением зоопарка, либо ездить на собственных автомобилях между различными вольерами животных или через «азиатскую» область, где некоторым животным разрешают свободно гулять вокруг машин. В парке также имеется узкоколейное железнодорожное сообщение — Большая железная дорога Уипснейда (англ. Great Whipsnade Railway), известная также как «Джамбо-экспресс» (англ. Jumbo Express).
Парк Уипснейда является одним из самых больших парков спасения дикой природы Европы. Он является убежищем для 2955 животных, многие из которых подвергаются опасности в дикой местности. Большинство животных остается в рамках больших собраний; другие, такие как павлины, южноамериканские кобылы, и австралийские кенгуру-валлаби, бродят свободно вокруг парка.

## История

### Первые годы
Зоологическое общество Лондона было основано в 1826 году сэром Стэмфордом Рэффльзом с целью продвижения международной охраны животных и их сред обитания. С этой целью ZSL построил Зоопарк Лондона в Риджентс парке.
Почти 100 лет спустя сэр Питер Чалмерс Митчелл (секретарь ZSL, 1903—1935) посетив зоологический парк в Бронксе вдохновился идеей создания подобного парка в Великобритании в качестве центра охраны природы.
Первые животные появились в парке в 1928 году, включая двух фазанов алмазного и золотого и пять красных джунглевых кур. Вскоре последовали и другие, в том числе мунтжаки, ламы, вомбаты и скунсы.
Парк Уипснейда открылся в воскресенье 23 мая 1931 года. Это был первый легкодоступный для общественного посещения зоопарк в Европе. Парк сразу же приобрёл успех, и на следующий день после открытия его посетило уже более 38 000 человек. Вольер с бурым медведем сохранился с самых ранних дней существования зоопарка.
Коллекция зоопарка была пополнена в 1932 году за счёт покупки животных из упразднённого передвижного зверинца, а некоторые более крупные животные попали в зоопарк со станции Данстейбл. В 1933 году поступили последние особи белого льва.

### Вторая мировая война
Во время Второй мировой войны зоопарк действовал как убежище для животных, эвакуированных из Лондонского зоопарка. Знаменитые панды гиганты Мин, Сун и Тан были среди этих животных, но скоро возвращены в Лондон, чтобы поднять боевой дух в столице. В течение 1940 года на парк упала 41 бомба, при этом структура зоопарка была повреждена незначительно; трёхлетний жираф по кличке Боксёр, который родился в зоопарке, был напуган до смерти взрывами. Некоторые водоёмы в парке — остатки воронок от бомб того периода.

### Недавние события
В 1996 году новый дом слона и загон были открыты, чтобы заменить архитектурно выдающийся, но ограниченный оригинальный дом слона, разработанный Любеткиным и Тектоном в 1935 году. Старый дом остался в зоопарке как Сорт II и теперь содержит лемуров зоопарка.
В начале 2000-х годов зоопарк создал новые выставки, включая львов Серенгети в 2005 году, проходной вольер лемуров в 2007 году (официально открыт 28 марта 2007 года Домиником Бирном из шоу Криса Мойлса на Radio 1, частым посетителем парка), выставка «Носороги из Непала» в феврале 2007 г., « Скала гепарда на Пасху 2008 г.», выставка медведей-ленивцев в мае 2008 года и Дикий-Дикий Уипснейд в мае 2009 года. В июле 2008 года после реконструкции было вновь открыто кафе «На Озере», с названием изменённым на «Wild Bite».
В мае 2009 года Уильям (Билли) Виндзор (англ. William “Billy” Windsor I), кашмирский козёл, талисман 1-го пехотного батальона Королевских валлийцев Британской армии, после восьми лет выполнения церемониальных обязанностей вышел в отставку по возрасту и был поселён в зоопарке. 

## Зоны Парка

### Поход через Азию
Поход через Азию — большой загон без границ между посетителями и животными. Посетители могут попасть в эту область, проехав на их собственных автомобилях или на Гигантском экспрессе. Стада верблюдов бактриана, свиного оленя, яка, аксиса, оленя Давида и одной гарны.

### Львы Серенгети
Загон «Львы Серенгети» является гордостью парка: там родились и живут 7 африканских львов и 6 азиатских львов. В Африканский прайд входят самец по имени Спайк, две самки: Мэшэка-Лия и Кэчанга, а также потомки Спайка и Мэшэка-Лии, родившиеся в апреле 2006 года — три самца: Като, Тото и Нео и самка по имени Киа.
Недавно 6 львов из лондонского зоопарка прибыли в Уипснейд Парк, чтобы Лондонский зоопарк мог начать строительство в загоне львов.

### Всплеск морского льва
Всплеск морского льва — ежедневная демонстрация, на которой три обученных калифорнийских морских льва выполняют уловки и трюки в бассейне (называемый «зоной всплеска»).

### Стадо слонов
Пять слонов, идущих подряд через загон. Каждый слон держит хвост того впереди его. Второй и четвёртый молодые, в то время как другие — старые. Они сопровождаются несколькими укладчиками.
Зоопарк Уипснейда содержит стадо из одиннадцати индийских слонов. Их загон составляет семь акров. Слоны показывают купание в 3 бассейнах, валяние в грязи и ванны пыли.

### Детская ферма
Область, нацеленная прежде всего на детей и жилье домашнего скота, такого как индюки, ламы, альпака, коровы, цыплята, лошади, ослы и козы, большинство которых являются свободным. Детская Ферма также является родиной кенгуру-валлаби.
Также имеются другие зоны, менее крупные, чем эти.

## Ежедневные шоу
Демонстрации животных и включают «Всплеск морского льва» и «Птиц мира».
Ежедневно в течение всего летнего сезона проходят беседы, в том числе беседы о лемурах, просмотр жирафов и кормление пингвинов.

## Финансирование
Парк и ZSL не получают государственного финансирования и полагаются в основном на вступительные взносы, членство, свою схему «стипендиатов» и «покровителей» и различное корпоративное спонсорство. Парк использует схему благотворительных пожертвований.

## Критика
В 2002 году 20-летняя слониха по имени Анна умерла спустя три дня после рождения мертворождённого слонёнка. Утверждалось, что слониха перенесла болезненную и ненужную операцию во время родов. Зоопарк утверждал, что смерть Анны произошла из-за инфекции, связанной с мертворождением, и что она «не умерла в агонии».

## Спасение шимпанзе
В сентябре 2007 года шимпанзе Коко и Джонни, переехавшие из Лондонского зоопарка, чтобы освободить место для Королевства горилл, сбежали из своего вольера. Коко последовала за одним из смотрителей обратно в вольер, но Джонни направился к общественному двору. Джонни был застрелен из огнестрельного оружия специально обученной командой зоопарка из-за угрозы общественной безопасности. В зоопарке заявили, что при этом ни один из посетителей не подвергся опасности. На вопрос, почему вместо этого они не использовали транквилизатор, пресс-секретарь ZSL Элис Хенчли ответила: «Это просто стандартная процедура, если животное не может быть быстро и безопасно поймано, оно будет застрелено. Мы не можем быть уверены с транквилизатором».